# Jan Tomaszewski (1903–1940)
Jan Tomaszewski (ur. 7 stycznia 1903 w Żłobinie, zm. 11–13 maja 1940 w Katyniu) – porucznik piechoty Wojska Polskiego, inżynier górnictwa, kawaler Orderu Virtuti Militari, ofiara zbrodni katyńskiej.

## Życiorys
Syn Józefa i Antoniny z Sadowskich urodzony w Żłobinie w ówczesnej guberni mohylewskiej. Uczęszczał do liceum ogólnokształcące w Warszawie. Ukończył 8 semestrów Wydziału Mechanicznego Politechniki Warszawskiej. W 1920 wcielony do jazdy mjr. Jaworskiego, następnie służył w szwadronie por. Tadeusza Ciemochowskiego, który został przydzielony do 16 Dywizji Piechoty. Brał udział w wojnie z bolszewikami i odznaczono go Krzyżem Srebrnym Orderu Virtuti Militari.
W okresie międzywojennym po demobilizacji podjął przerwane studia na Politechnice, a następnie na Akademii Górniczej w Krakowie. Otrzymał tytuł inżyniera górnictwa, a następnie rozpoczął pracę w kopalni "Wujek" w Katowicach. W 1929 powołany na ćwiczenia rezerwy, które odbył w 4. szwadronie 1 pułku szwoleżerów. W 1931 ukończył kurs w Batalionie Podchorążych Rezerwy Piechoty Nr 2 w Biedrusku. Na stopień podporucznika został mianowany ze starszeństwem z 1 września 1931 w korpusie oficerów rezerwy piechoty. pozostawał w ewidencji PKU Warszawa Miasto III, a od 1938 - Komendy Rejonu Uzupełnień Warszawa Miasto III. Posiadał przydział w rezerwie do 71 pułku piechoty z Zambrowie. W 1933 i 1935 odbył w tym pułku ćwiczenia rezerwy. Kolejne ćwiczenia odbył w 1937 w Szkole Obrony Przeciwgazowej. 19 marca 1939 awansowany do stopnia porucznika rezerwy.
W czasie kampanii wrześniowej 1939 walczył w 78 pułku piechoty z Baranowicz. Po agresji ZSRR na Polskę w nieznanych okolicznościach dostał się do niewoli sowieckiej. Od maja 1940 przebywał w obozie jenieckim w Kozielsku, skąd wysłał ostatnie dwa listy, otrzymane przez matkę i siostrę późną wiosną 1940. Między 10 a 11 maja 1940 został przekazany do dyspozycji naczelnika Zarządu NKWD Obwodu Smoleńskiego – lista wywózkowa 059/1 z 9 maja 1940, pozycja 77. Między 11 a 13 maja 1940 został zamordowany w Katyniu przez funkcjonariuszy Obwodowego Zarządu NKWD w Smoleńsku oraz pracowników NKWD przybyłych z Moskwy na mocy decyzji Biura Politycznego KC WKP(b) z 5 marca 1940. Ofiary tej zbrodni grzebano w bezimiennych mogiłach zbiorowych, gdzie od 28 lipca 2000 mieści się oficjalnie Polski Cmentarz Wojenny w Katyniu. W miejscu tym prowadzone były ekshumacje i prace archeologiczne, jednak Jan Tomaszewski nie został zidentyfikowany.
Był kawalerem i mieszkał w Chorzowie.
5 października 2007 minister obrony narodowej Aleksander Szczygło mianował go pośmiertnie na stopień kapitana. Awans został ogłoszony 9 listopada 2007 w Warszawie, w trakcie uroczystości „Katyń Pamiętamy – Uczcijmy Pamięć Bohaterów”.

## Ordery i odznaczenia
- Krzyż Srebrny Orderu Wojskowego Virtuti Militari[2] nr 2850[4]